# Soudný vrch
Soudný vrch je převážně zalesněný severní svah kopce Ořechovka (386 m) v Českém středohoří, nacházející se na okraji města Ústí nad Labem nad soutokem Labe s řekou Bílinou v Ústeckém kraji.

## Popraviště

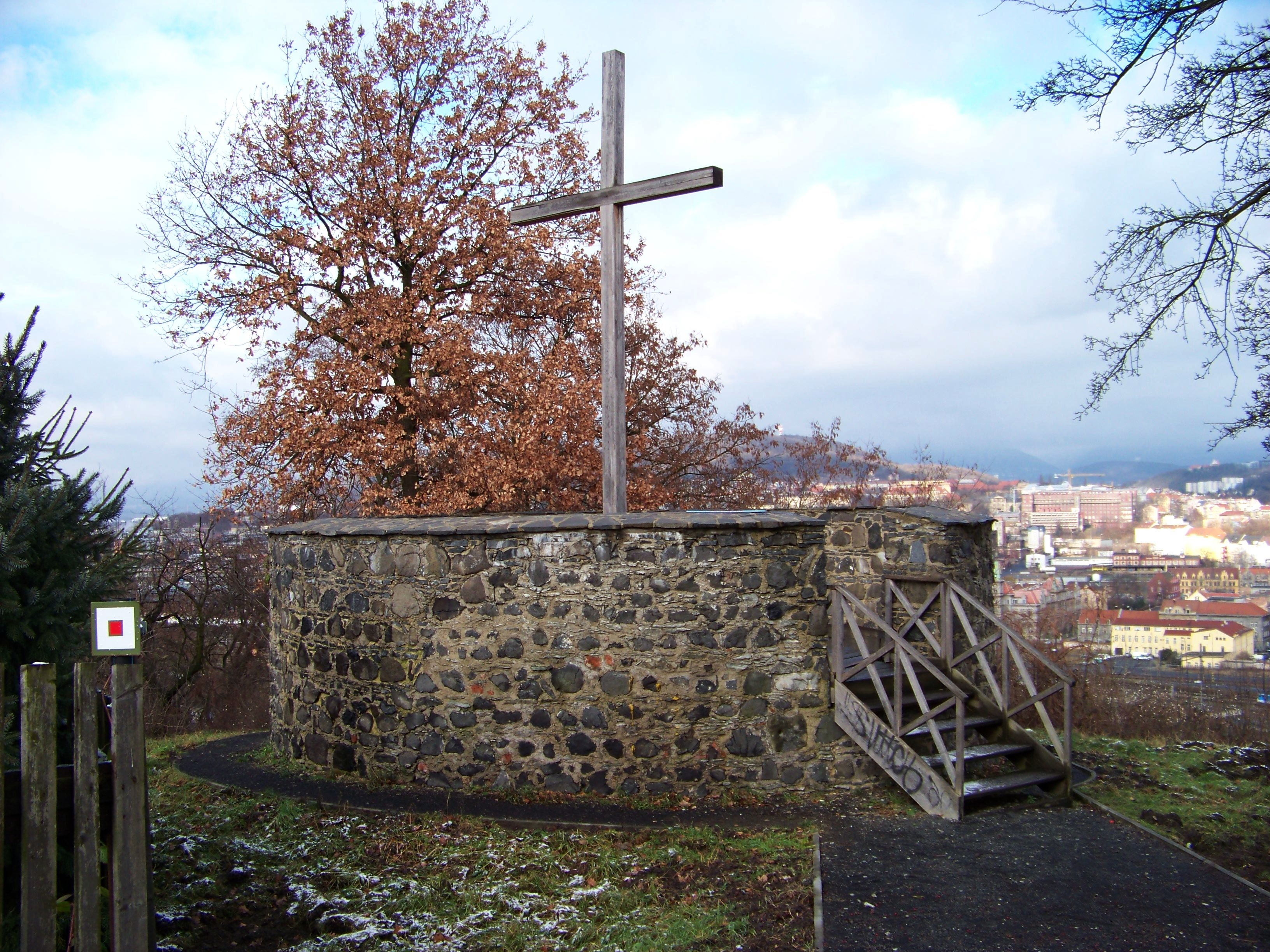
Popraviště s křížem

Na severozápadním úbočí bylo roku 1543 vybudováno městské popraviště. Popraviště mělo spodní zděnou válcovou část a dřevěnou šibenici. Popraveno zde bylo asi 20 odsouzených. Ještě v roce 1680 zde byli oběšeni čtyři odsouzení. Na konci 18. století po josefínských reformách město o hrdelní právo přišlo a popraviště začalo chátrat. Dřevěné části se rozpadly a z kamenné části zůstaly jen zbytky zdi.
Při opravě zámečku Větruše byla v roce 2005 opravena kamenná část a místo šibenice byl postaven dřevěný kříž. Z místa se stala vyhlídka na město. Vyhlídka je přístupná po místní červené značce z Větruše a po naučné stezce Větruše popraviště – Ústecké podzemí, která vychází od Muzea civilní obrany.

## Humboldtova vyhlídka
Na opačném, východním úbočí se nachází Humboldtova vyhlídka. Vyhlídka je přístupná po pěšině vycházející z konce ulice Kolonie Větruše. Z vyhlídky se nabízí výhled do údolí Labe, konkrétně na Masarykova zdymadla a hrad Střekov. Nese jméno známého německého přírodovědce, badatele a cestovatele Alexandra von Humboldta, po němž je zde pojmenován nejen výše zmíněný vyhlídkový bod, ale i vyhlídka na Bukové hoře nacházející se cca 14 km východně.